# Pomorzany (Szczecin)
Pomorzany (do 1945 niem. Pommerensdorf) – część miasta i osiedle administracyjne Szczecina, będące jednostką pomocniczą miasta, położone w rejonie Zachód, nad Odrą.
Według danych z 26 kwietnia 2015 w osiedlu na pobyt stały zameldowanych było 20 717 osób.

## Położenie
Pomorzany są podzielone na dwie części: część położoną na wzniesieniu (najwyższe osiąga 39 m n.p.m.), którą tworzą dwa osiedla: zachodnie Wzgórze Hetmańskie i wschodnie: Pomorzany właściwe oraz część położoną na nizinie, nad Odrą Zachodnią. Granicę pomiędzy osiedlami wyznaczają tory linii kolejowej łączącej dworzec Szczecin Główny ze stacją Szczecin Gumieńce. Przez wiele lat po II wojnie światowej Pomorzany były słabo zaludnione. Rozbudowa osiedla nastąpiła w końcu lat 60. XX wieku w części wschodniej. Osiedle położone na Wzgórzu Hetmańskim powstało w latach 70. i 80.
Graniczy z:
- osiedlami Turzyn i Nowe Miasto na północy
- osiedlem Międzyodrze-Wyspa Pucka na wschodzie (przez Odrę Zach.)
- gminą Kołbaskowo i wsią Ustowo od południa
- osiedlem Gumieńce na zachodzie

## Nazwa
Polska nazwa dzielnicy jest kalką nazwy niemieckiej. Powstała ona przez zastąpienie członu „dorf” formantem „any”. Niemiecka nazwa Pommerensdorf jest nazwą topograficzną, złożoną z nazwy Pommern (pol. Pomorze) z wyrazem Dorf (pol. wieś) – dosł. „Pomorska Wieś”. Nazwa oznaczała, że wieś zamieszkuje ludność pomorska, bądź też została założona przez kolonistów niemieckich na ziemi pomorskiej.

## Historia

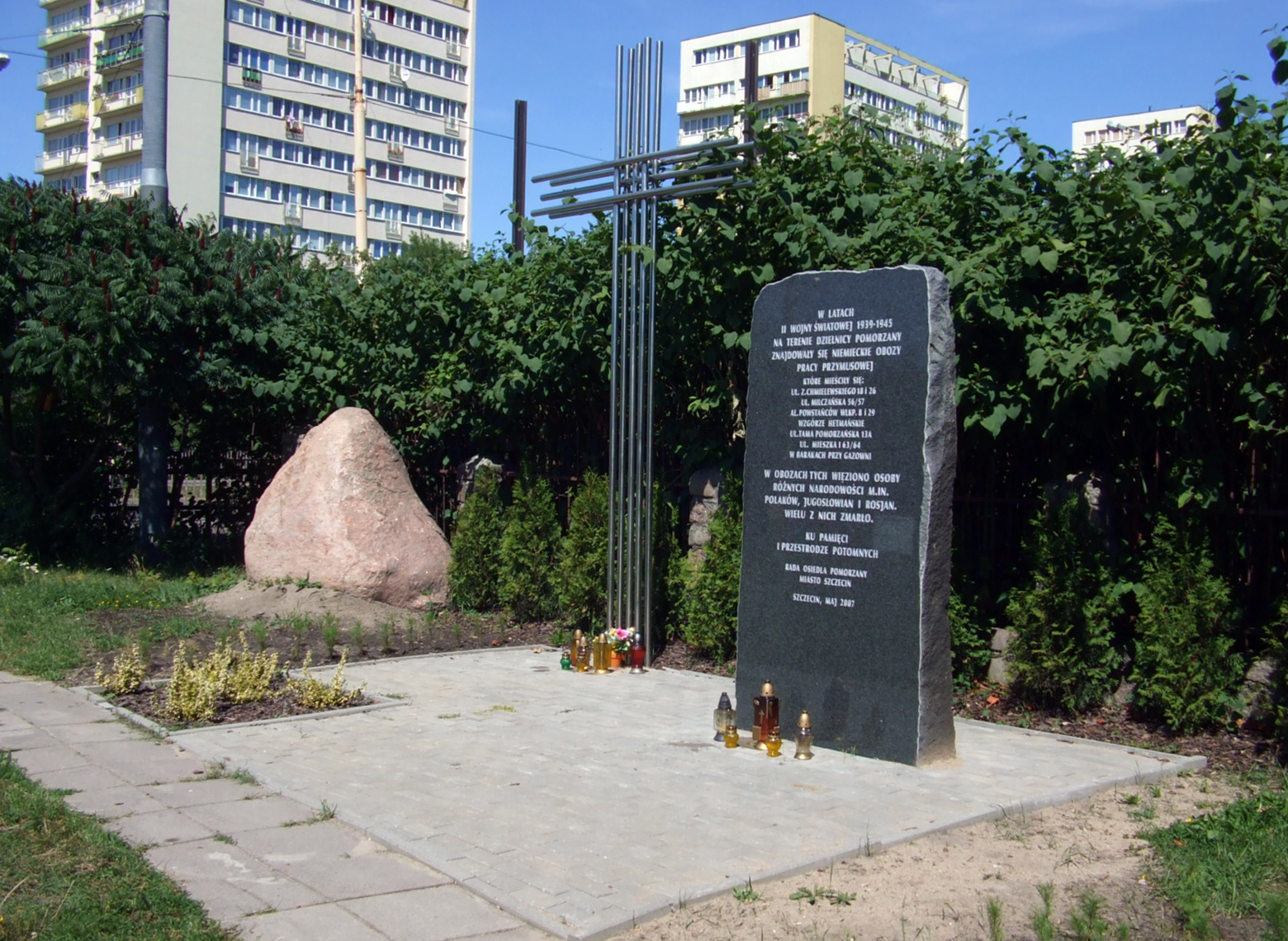
Pomnik ku czci ofiar poległych w niemieckich obozach pracy na Pomorzanach podczas II wojny światowej

Północna część Pomorzan (do 1945 roku niem. Pommerensdorfer Anlagen) na północ od linii obecnych ulic: 9 Maja – Smolańskiej – Szczawiowej – Bydgoskiej została włączona w granice miasta w 1865 roku, natomiast południowa część w czasie tworzenia Wielkiego Szczecina, w 1939 roku.
Pierwszy pociąg przez Pomorzany przejechał 15 sierpnia 1843, kiedy połączono Berlin ze Szczecinem. Kolejna linia kolejowa zbudowana została w 1898, połączyła ona Szczecin Główny z Policami przez stację Szczecin Pomorzany (niem. Stettin-Pommerensdorf), w 1910 została wydłużona do Trzebieża Szczecińskiego, zamknięta 1 października 2002. W 1899 otwarta została wąskotorowa linia do Casekow, stacja Pommerensdorf Kleinbahnhof była jej końcową, została rozebrana w 1945 przecięta granicą państwową. W 1931 powstała kolejna linia, odnoga linii Szczecin Główny – Szczecin Gumieńce przez nieczynną w ruchu pasażerskim stację Szczecin Wzgórze Hetmańskie (istnieje tam także Lokomotywownia EZT). Ostatnia linia połączyła 5 lat później Szczecin z Dąbiem przez południowe Międzyodrze. W ten sposób Pomorzany stały się jedną z większych stacji węzłowych w Szczecinie. 
Na terenie Pomorzan od poł. XIX wieku przy dzisiejszych ulicach Chmielewskiego i Tamie Pomorzańskiej powstało wiele zakładów i fabryk: dwa browary Bergschlos, Bohrish (dzisiejszy Bosman), gazownia, elektrownia, oczyszczalnia, fabryka Didiera (wyroby szamotowe), fabryka mydła i świec, ogromna fabryka produktów chemicznych przy dzisiejszej ulicy Szczawiowej. Wszystkie te zakłady bardzo ucierpiały podczas II wojny. Po wojnie kilka z nich po odbudowie wznowiło produkcje i działalność. Po kilku zakładach, które nie wznowiły działalności, pozostały pojedyncze budynki lub kilka budynków np. po browarze Bergschlos, fabryce Didiera, wyrobów chemicznych, fabryce mydła i świec, dzisiaj służą one różnym firmom lub służą jako magazyny.

## Gospodarka
- „Bosman” Browar Szczecin (obecnie część spółki Carlsberg Polska)

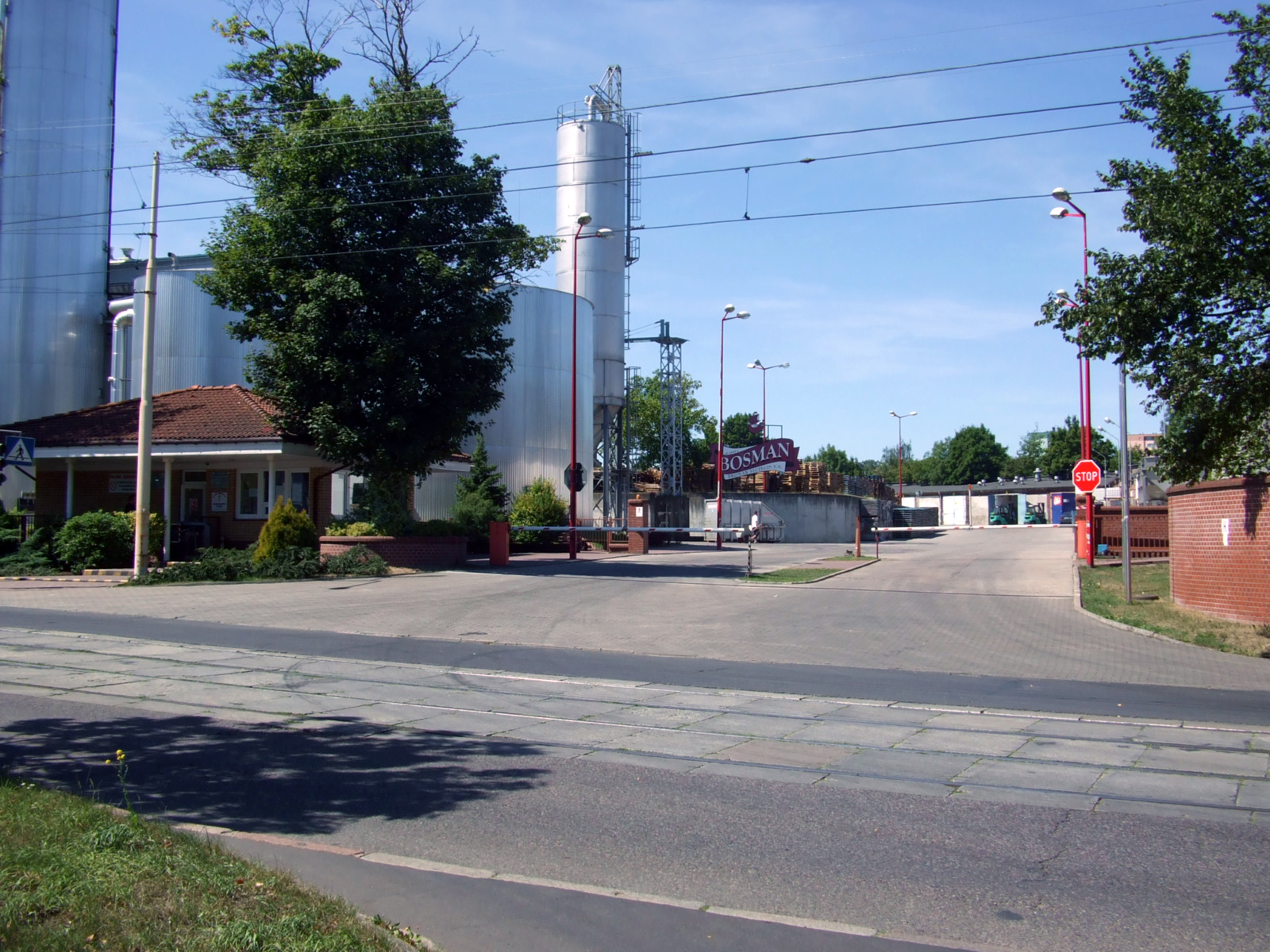
Browar „Bosman”

- Elektrownia Pomorzany, która jest częścią Zespołu Elektrowni Dolna Odra.
- Lokomotywownia Szczecin Wzgórze Hetmańskie
- Mechaniczno-biologiczna oczyszczalnia Ścieków „Pomorzany” wraz z gospodarką osadową w Szczecinie[6]
- Zakład Gazowniczy[7]

## Samorząd mieszkańców
Rada Osiedla Pomorzany liczy 21 członków. W wyborach do Rady Osiedla Pomorzany 20 maja 2007 roku nie odbyło się głosowanie na kandydatów z powodu ich zbyt małej liczby, mimo że przedłużono zgłaszanie o 3 dni. Na podstawie ordynacji wyborczej za wybranych członków rady osiedla miejska komisja wyborcza uznała 21 zarejestrowanych kandydatów. W wyborach do rady osiedla 13 kwietnia 2003 udział wzięło 628 głosujących, co stanowiło frekwencję 3,22%.
Samorząd osiedla Pomorzany został ustanowiony w 1990 roku.

## Komunikacja
Na Pomorzanach znajduje się pętla tramwajowa Pomorzany (linie 3, 4, 6, 11 i 12) i autobusowa Pomorzany Dobrzyńska (linie 53, 524, 528), które łączą je z innymi osiedlami. Głównymi ulicami są: Milczańska, al. Powstańców Wielkopolskich, Mieszka I, Budziszyńska i Chmielewskiego. Niżej położoną część oddziela od osiedli ciąg ulic Tama Pomorzańska i Szczawiowa, przy których znajdują się punkty widokowe. Nad Odrą znajduje się przystań żeglarska.

## Oświata

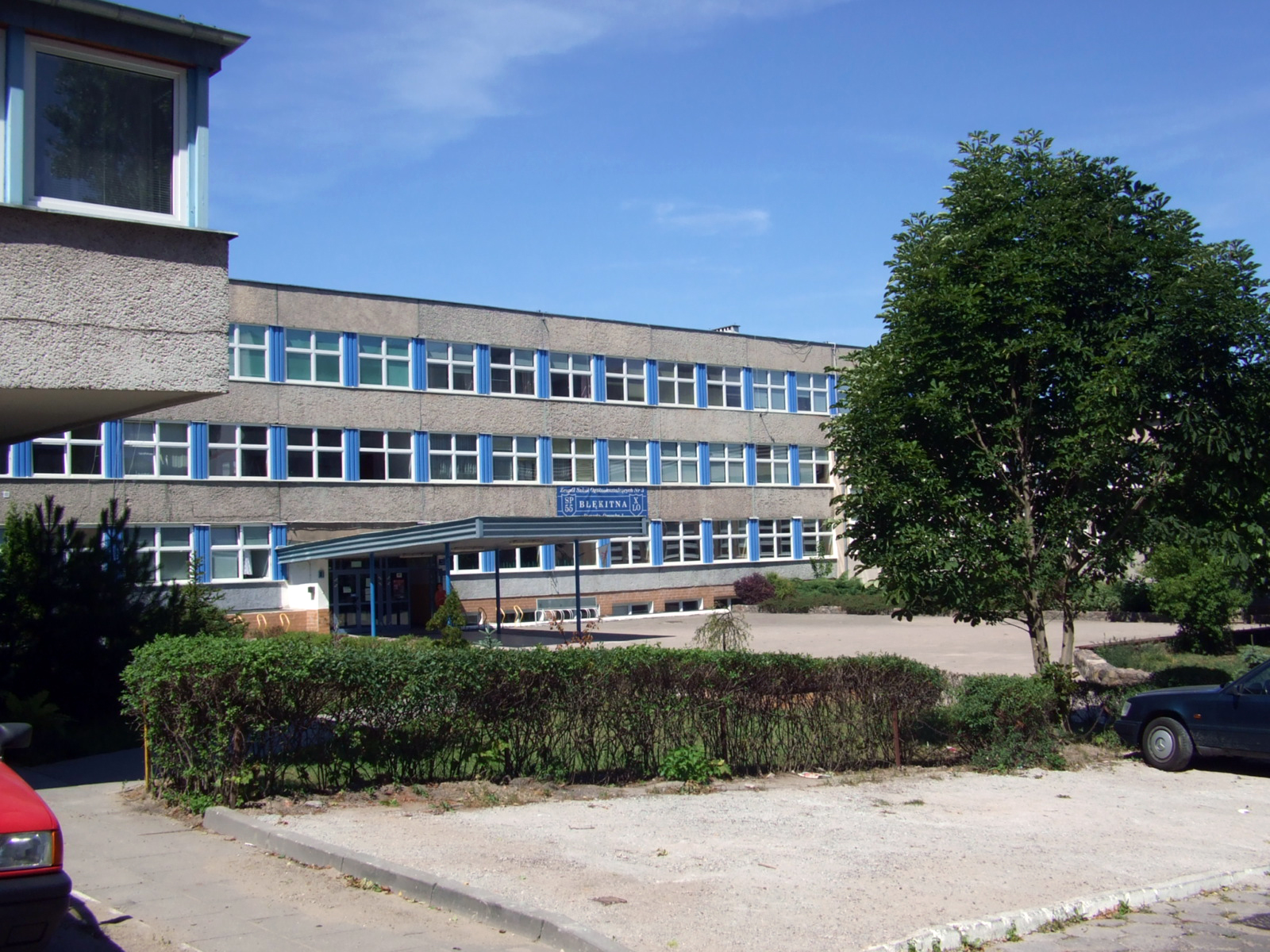
Szkoła Podstawowa nr 55 w Szczecinie

- Szkoła Podstawowa nr 20 przy ulicy Dobrzyńskiej
- Szkoła Podstawowa nr 55 przy ulicy Orawskiej (dawniej Zespół Szkół Ogólnokształcących nr 3, w którego skład wchodziła Szkoła Podstawowa nr 55  i Liceum Ogólnokształcące nr X)  – zwana powszechnie „Błękitna”
- Katolicka Szkoła Podstawowa im. Świętej Rodziny przy ul. Budziszyńskiej (dawniej Gimnazjum nr 17 i Liceum Ogólnokształcące nr 23)
- Liceum Ogólnokształcące nr 16 przy ul. Dunikowskiego (dawniej Gimnazjum nr 9 i Szkoła Podstawowa nr 30)
- Biblioteka Główna Pomorskiego Uniwersytetu Medycznego (dawniej klub kultury studenckiej i kino „Trans”)

## Służba zdrowia
- Samodzielny Publiczny Szpital Kliniczny Nr 2 PUM w Szczecinie (pierwotnie Szpital Kliniczny Nr 2 Pomorskiej Akademii Medycznej)[12]

## Wspólnoty religijne

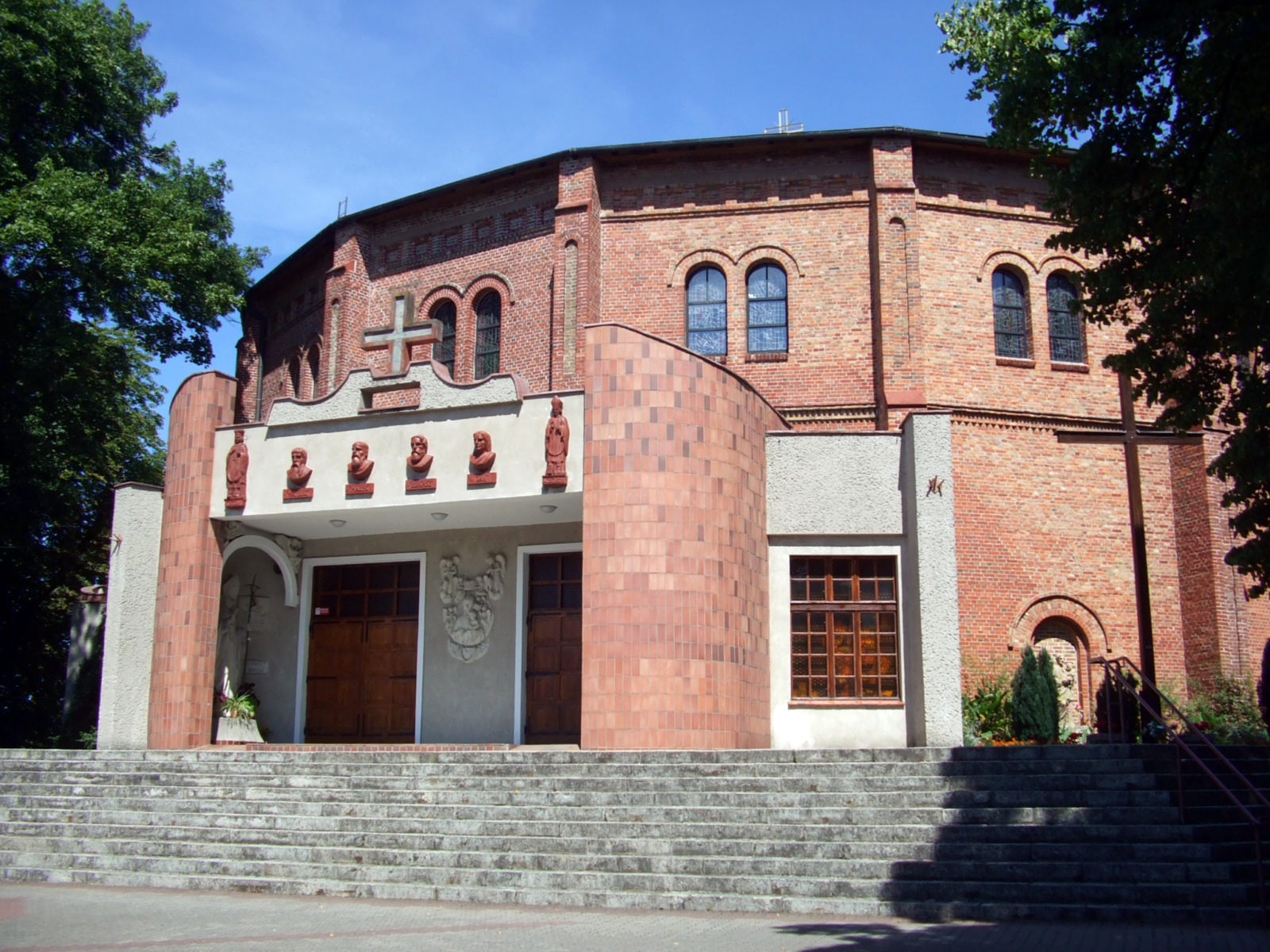
Kościół Matki Boskiej Jasnogórskiej

- Kościół Matki Bożej Jasnogórskiej w przebudowanej zabytkowej wieży ciśnień z 1865 r.
- Kościół św. Maksymiliana Kolbego z XV wieku odbudowany w latach 70.
- Kościół św. Józefa Oblubieńca NMP

## Zdjęcia

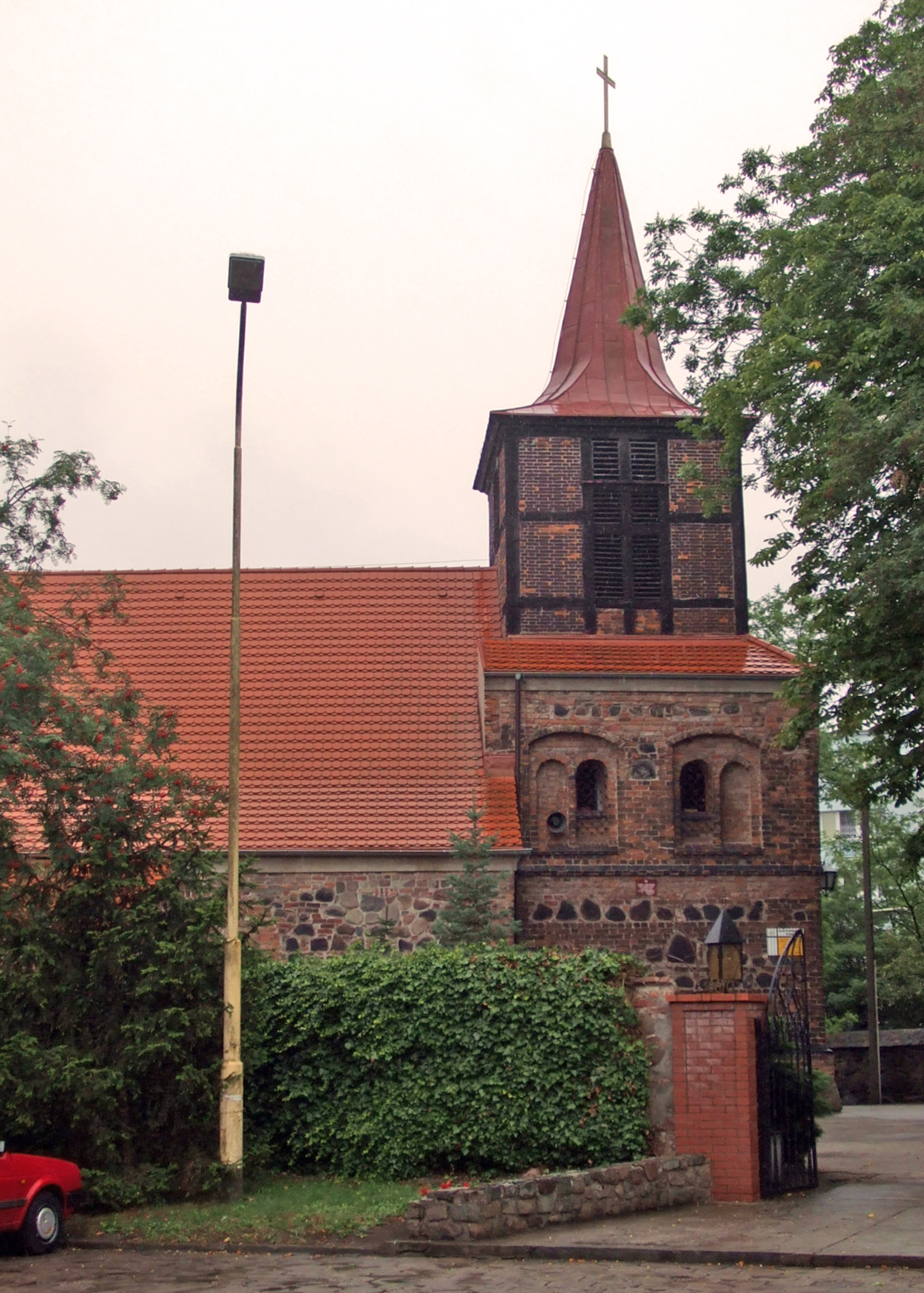
kościół św. Maksymiliana Kolbego
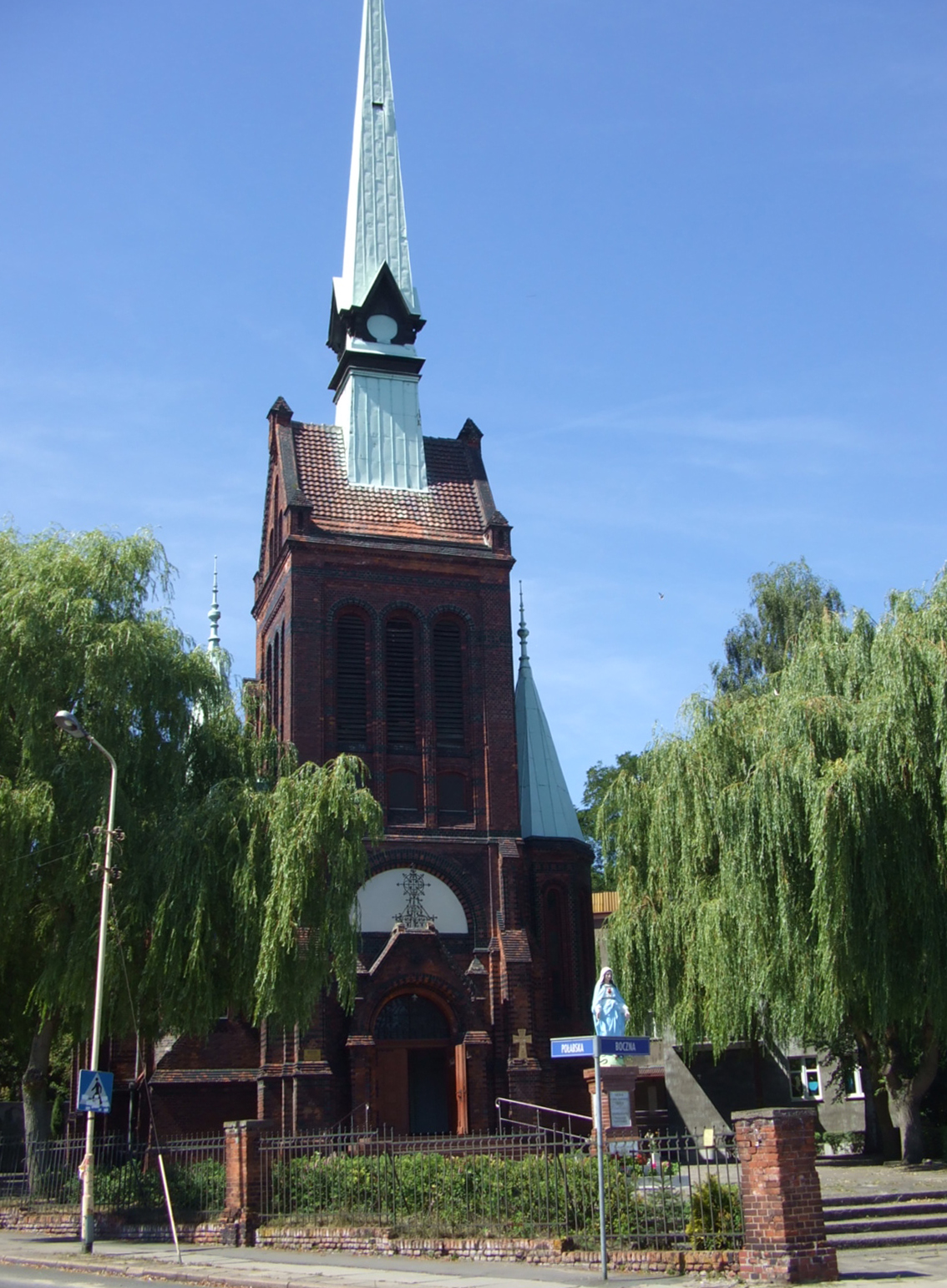
kościół św. Józefa
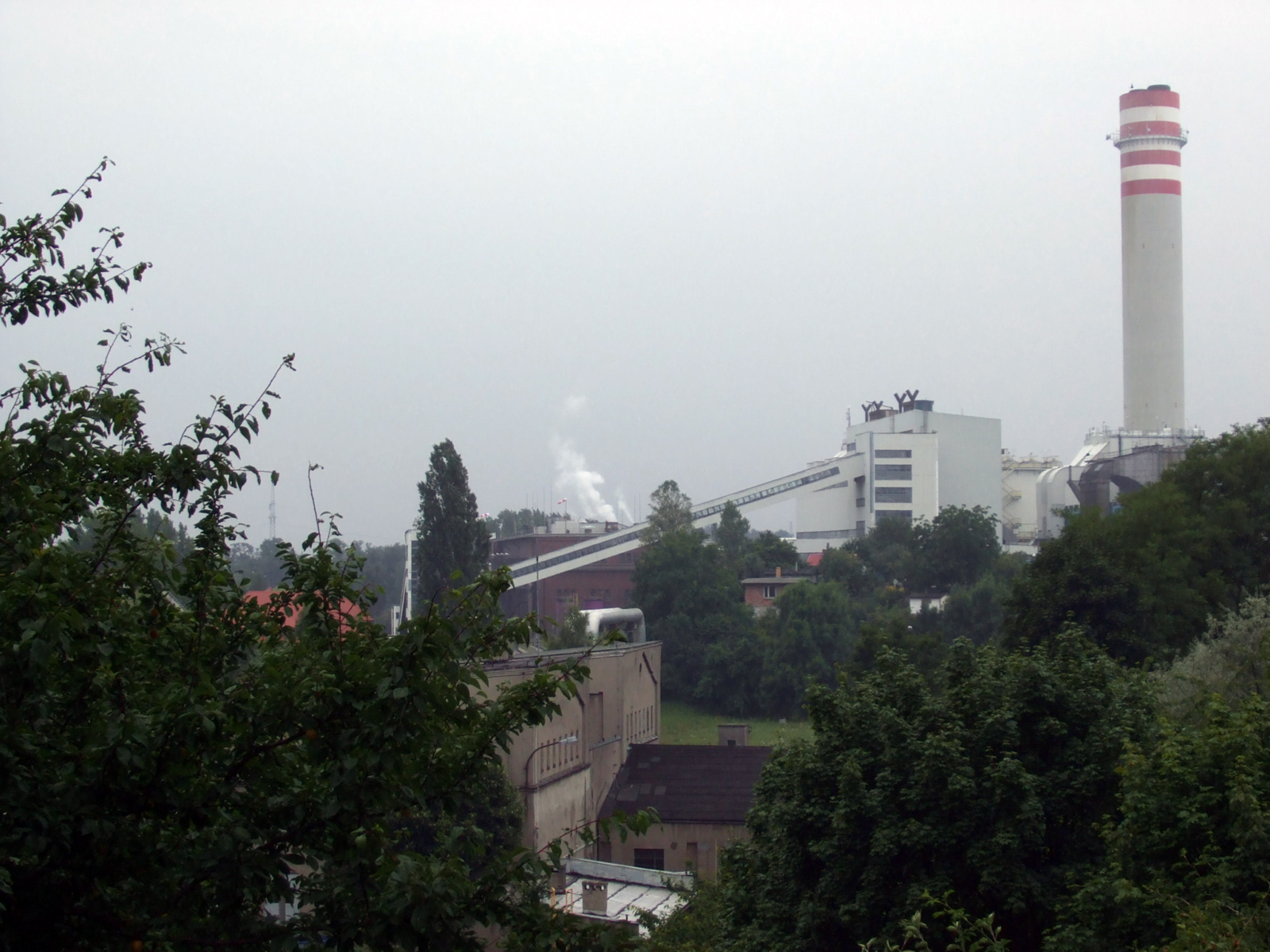
elektrownia Pomorzany
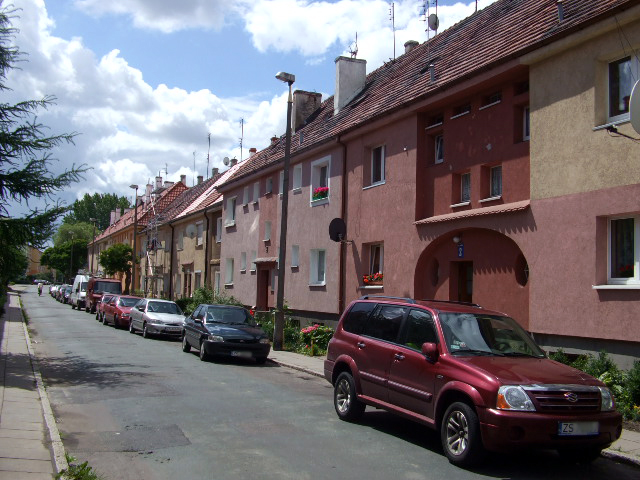
Poniemiecka zabudowa na ulicy Ruskiej
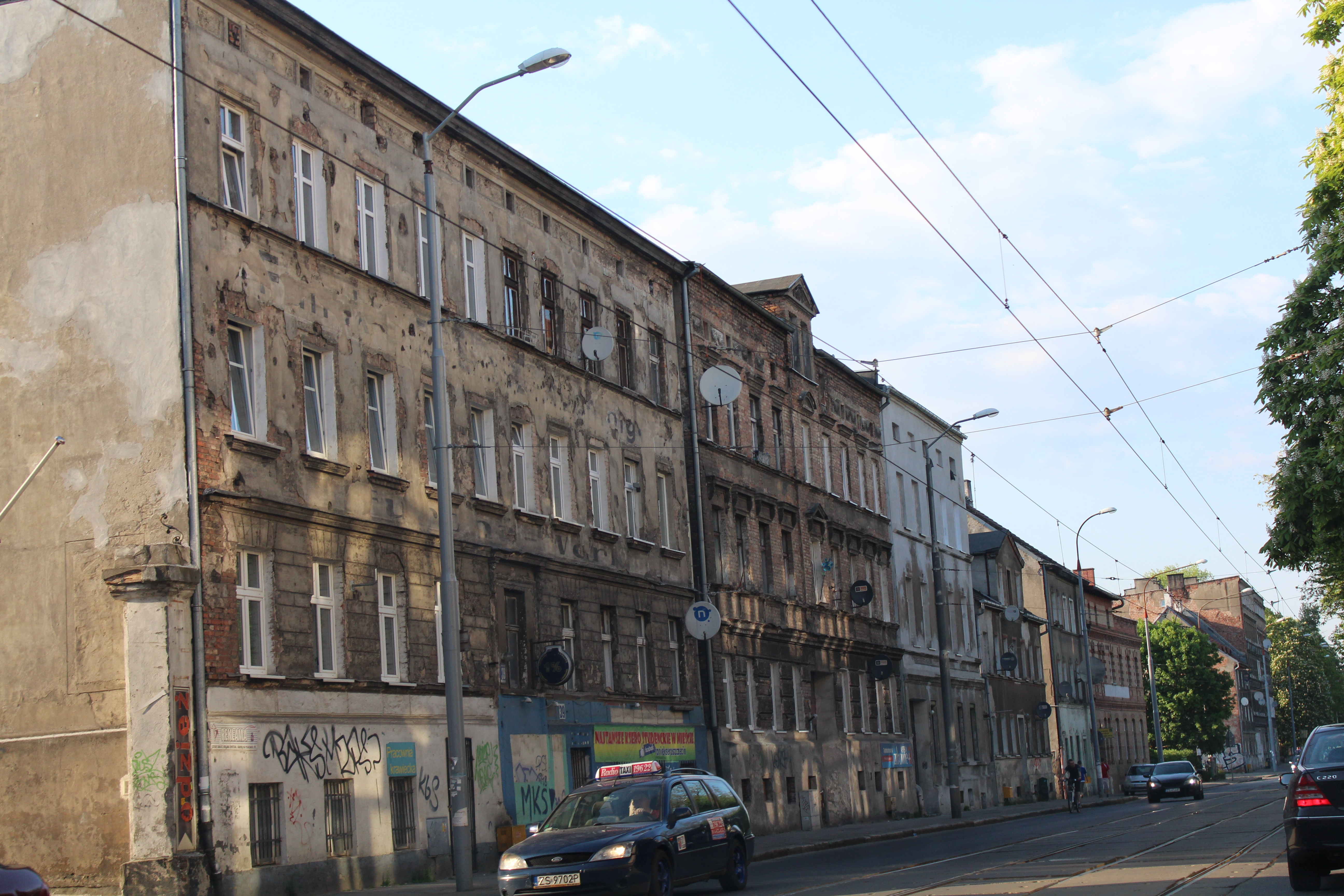
Zabudowa alei Powstańców Wielkopolskich
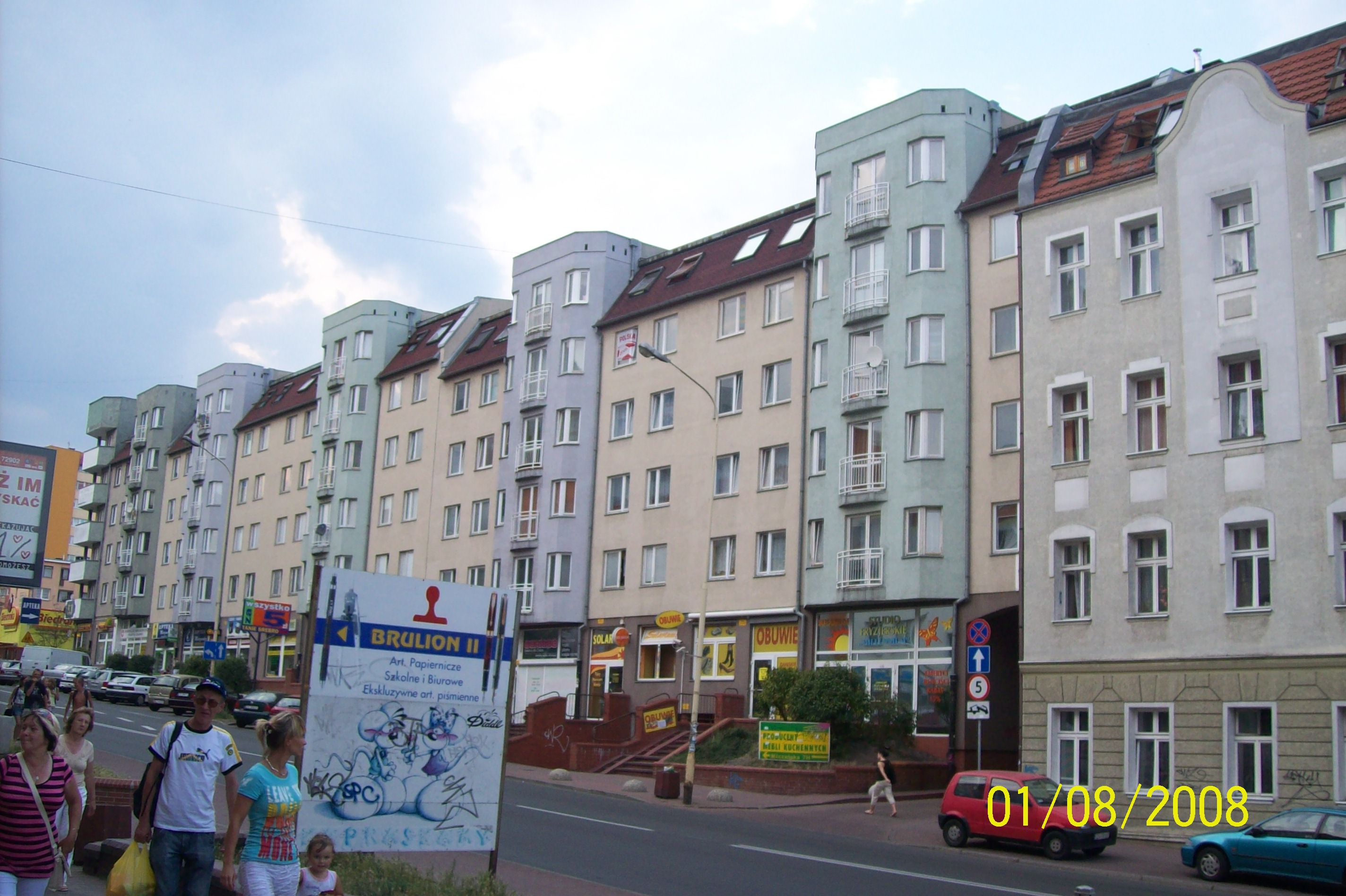
Ulica Milczańska – blok MSM Pomorska z lat 90.